# Département de Néma
Le département de Néma est l'un des six départements (appelés officiellement Moughataa) de la région (wilaya) de Hodh Ech Chargui en Mauritanie.

## Liste des communes du département
Le département de Néma est constitué de dix communes :
- Néma
- Achemine
- Jerif
- Bangou
- Hassi Etile
- Oum Avnadech
- El Mabrouk
- Beribavar
- Noual
- Agoueinit

En 2000, l'ensemble de la population du département de Néma regroupe un total de 63 377 habitants (30 583 hommes et 32 794 femmes). La population compte 87 048 en 2013.